# Ingo Kliefoth
Ingo Kliefoth (* 28. Februar 1940) ist ein ehemaliger deutscher Ruderer. 1962 wurde er Weltmeister im Achter.
Der Ruderer vom Ratzeburger Ruderclub gewann bereits 1958 seinen ersten deutschen Meistertitel im Achter. 1959 wechselte er zusammen mit Bernd Kruse in den Zweier ohne Steuermann, der genau wie der Ratzeburger Achter von Karl Adam trainiert wurde. Kruse und Kliefoth gewannen 1959 und 1960 bei den deutschen Meisterschaften. 1959 erruderten die beiden auch den Europameistertitel im ungesteuerten Zweier. 1960 unterlagen die beiden Ratzeburger den Leipzigern Jochen Neuling und Heinz Weigel bei der Qualifikationsregatta für die gesamtdeutsche Mannschaft und konnten somit nicht an den Olympischen Spielen in Rom teilnehmen. Der Zweier ohne Steuermann war 1960 neben Achim Hill im Einer das einzige Boot aus der DDR in der gesamtdeutschen Mannschaft.
1961 kehrten Kruse und Kliefoth zurück in den Achter, der aber bei den deutschen Meisterschaften dem Achter vom Berliner Ruder-Club unterlag. 1962 und 1963 gewann der Ratzeburger Achter bei den deutschen Meisterschaften. Bei den auf dem Rotsee bei Luzern ausgetragenen ersten Ruder-Weltmeisterschaften siegte der Achter in der Besetzung Horst Meyer, Jürgen Plagemann, Klaus Aeffke, Klaus Behrens, Hans-Jürgen Wallbrecht, Karl-Heinrich von Groddeck, Ingo Kliefoth, Bernd Kruse und Steuermann Thomas Ahrens vor den Booten aus der Sowjetunion und aus Frankreich. 1963 gewann das Boot in der gleichen Besetzung bei den Europameisterschaften in Kopenhagen vor den Booten aus der Sowjetunion und aus der Tschechoslowakei.
Für seine sportlichen Leistungen wurde er – zusammen mit Karl Adams Deutschland-Achter – am 11. Juli mit dem Silbernen Lorbeerblatt geehrt.